# Ciężki Potok
Ciężki Potok, dawniej Czeski Potok (niem. Verborgener Bach, słow. Český potok, Ťažký potok, węg. Cseh-tavi-patak) – główny ciek wodny odwadniający Dolinę Ciężką w słowackich Tatrach Wysokich. Ciężki Potok wypływa ze Zmarzłego Stawu pod Wysoką, następnie kieruje się na północny wschód, tworzy niewielką kaskadę zwaną Zmarzłą Siklawą i płynie dalej w kierunku Ciężkiego Stawu, do którego wpada. Po wypłynięciu z Ciężkiego Stawu staje się większym potokiem i skręca nieco bardziej na wschód, kierując się w stronę głównej osi Doliny Białej Wody. Na progu Doliny Ciężkiej tworzy duży wodospad zwany Ciężką Siklawą. Powyżej Polany pod Wysoką znajdującej się w Dolinie Białej Wody wpada do Białej Wody, jako jej orograficznie lewy dopływ.
Polskie nazewnictwo Ciężkiego Potoku pochodzi bezpośrednio od Doliny Ciężkiej. W słowackiej literaturze często spotyka się nazwę Czeski Potok, pochodzącą od nazwy Czeska Dolina. Witold Henryk Paryski udowodnił, że jest to nazwa błędna, jednak Słowacy nadal często jej używają.